# Die Lawine
Die Lawine is een Oostenrijkse dramafilm uit 1923 onder regie van Michael Curtiz.

## Verhaal
George laat zijn vrouw en zoontje achter voor een danseres. Op haar sterfbed smeekt zijn moeder hem om terug te keren naar zijn vrouw. George gaat in op haar verzoek. Hij begint ook een nieuw leven als skileraar in een dorpje in de Alpen. De danseres kan hem niet vergeten en zoekt hem op.

## Rolverdeling
| Acteur            | Personage      |
| ----------------- | -------------- |
| Lilly Marischka   | Kitty          |
| Mary Kid          | Marie Vandeau  |
| Victor Varconi    | George Vandeau |
| Walter Marischka  | Kind           |
| Mathilde Danegger | Jeanne Vandeau |
| Gretel Marischka  |                |
| Trude Keul        |                |